# Paiwan (langue)
Cet article concerne la langue paiwan. Pour le peuple, voir Paiwan.
Le paiwan est la langue parlée par le peuple Paiwan originaire de Taïwan. C'est un groupe de dialectes rattaché à la famille des langues austronésiennes, dans le sous-groupe des langues formosanes.

## Localisation géographique
Le paiwan est parlé dans l'extrémité sud de l'île de Formose. Le nombre de locuteurs est estimé à 66 000.

## Classification

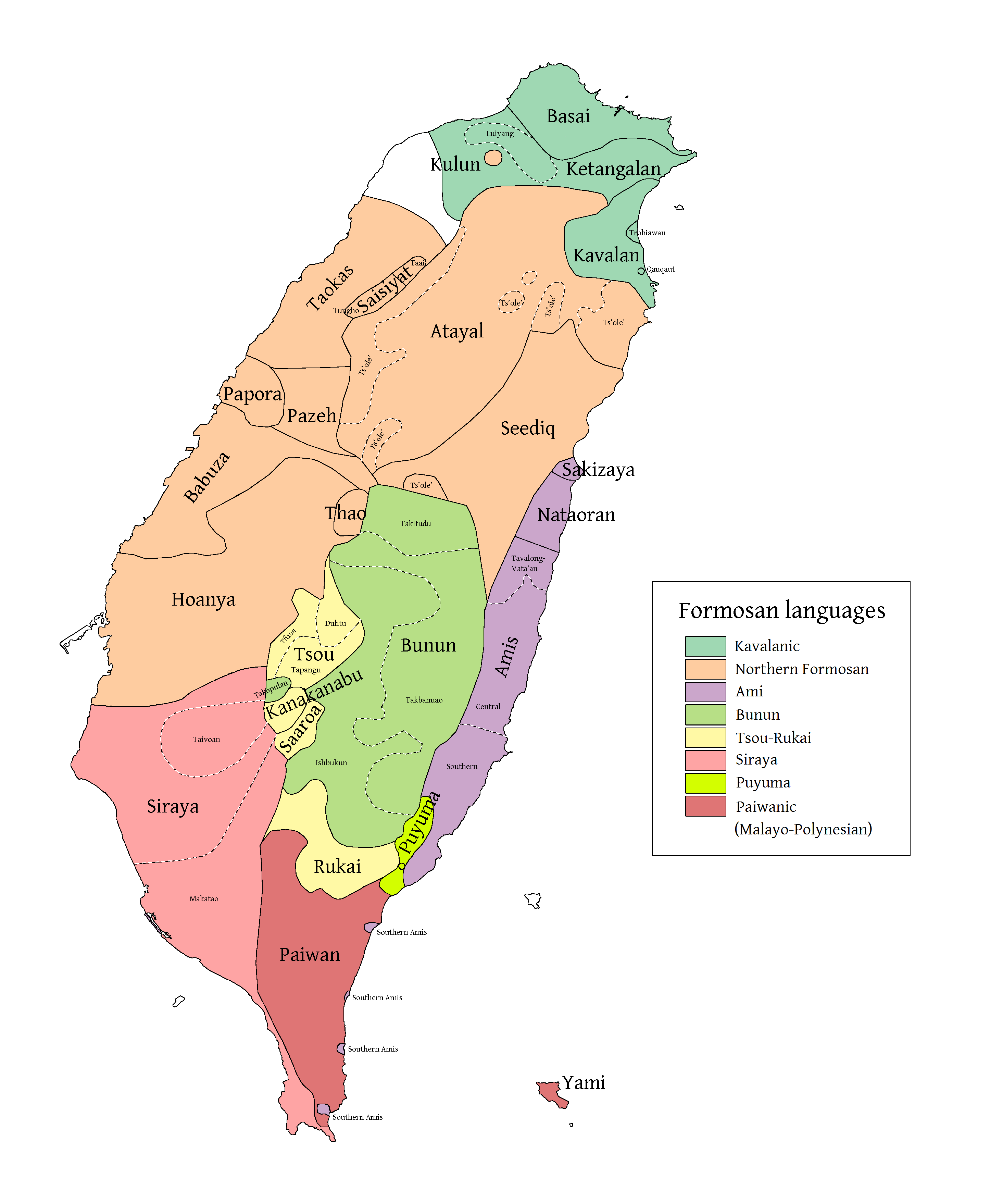
Distribution des langues formosanes. La région où le paiwan est parlé est représentée en rouge foncé.

Le paiwan fait partie de la famille des langues austronésiennes qui regroupe plus de 1 200 langues et qui est parlée dans une aire allant de Taïwan à la Nouvelle-Zélande et de Hawaii et l’île de Pâques jusqu'à Madagascar.
Il faut distinguer le paiwan des langues paiwaniques » qui sont au nombre de deux :
- le papora, qui est une langue éteinte,
- Le kulon, qui en 2000, n'avait plus qu'un seul locuteur, alors âgé de 86 ans[2].

## Dialectes
Le paiwan compte trois dialectes dénommés selon leur répartition géographique : un dialecte septentrional, un dialecte central et un dialecte méridional. Ils se différencient dans leur phonologie. Exemples :
- sang : djamuq (central et méridional); damu’ (septentrional).
- jouer : kivangvang (central et septentrional) ; ’ivangvang (méridional).

## Écriture
Comme les autres langues minoritaires de Taïwan, le paiwan est doté d'une écriture basée sur l'alphabet latin.

## Sources
- (en) Chun-Mei Chen, « Documenting Paiwan phonology: issues in segments and non-stress prosodic features », Concentric: Studies in Linguistics, vol. 35, no 2,‎ juillet 2009, p. 193–223 (lire en ligne).
- (en) Raleigh Ferrell, Paiwan dictionary, Canberra, Department of Linguistics, Research School of Pacific Studies, Australian National University, coll. « Pacific Lingustics / C » (no 73), 1982 (lire en ligne).